# Hans-Günther Kroth
Hans-Günther Kroth (* 22. Februar 1949 in München) ist ein ehemaliger deutscher Fußballspieler. Der Verteidiger hat von 1967 bis 1976 für die Vereine TSV 1860 München und 1. FC Kaiserslautern in der Fußball-Bundesliga 132 Ligaspiele (2 Tore) absolviert. Mit Kaiserslautern stand er 1976 im DFB-Pokalfinale.

## Karriere

### Vereine
Kroth ist in der Pfalz groß geworden. In Heiligenstein bei Speyer hat er in der Jugendmannschaft auf Rechtsaußen gespielt, aber hauptsächlich Leichtathletik betrieben. Erst mit 16 Jahren entschied er sich für den Fußball und wechselte zum FV Speyer. Das Talent spielte 17 mal in der Jugendauswahl des Südwestens. Er hatte daneben in einem Sporthaus eine kaufmännische Lehre abgeschlossen und bekam in München eine gute Stellung. Er begann in der bayerischen Metropole zu arbeiten und hatte sich noch nicht für den FC Bayern oder 1860 München entschieden. Bei beiden Bundesligavereinen  bestritt er ein Probetraining. Da er von den „Löwen“ ein Zimmer mit Familienanschluss bekommen konnte, hat das den Ausschlag gegeben, vor allem für seine Eltern, die seinen Vertrag als Lizenzspieler ja unterschreiben mussten.
Hans-Günther Kroth spielte ab 1967 für die Profis des TSV 1860 München, nachdem er zuvor schon in der Jugend des Vereins gespielt hatte, wohin er vom FV Speyer gekommen war. Seinen ersten Pflichtspieleinsatz hatte er nicht in der Bundesliga, sondern am 14. November 1967 im Messestädte-Pokal gegen den FC Liverpool (2:1). Im Rückspiel gegen Liverpool wurde er von Trainer Albert Sing in der 2. Halbzeit für Manfred Wagner eingewechselt. Vier Tage später, am 18. November 1967, trat er dann auch erstmals in der Liga an. Bei einem 5:0-Heimerfolg gegen Borussia Neunkirchen bildete er vor Torhüter Petar Radenković mit Rudolf Steiner das Verteidigerpaar. Beim Erreichen des 12. Ranges hatte er am Rundenende 15 Ligaspiele bestritten. Schon bald konnte er sich einen Stammplatz im Team erkämpfen und trat bis 1970 71-mal (ein Tor) für die „Löwen“ in der Bundesliga an. Nach Ende der Saison 1969/70 erfolgte allerdings der Abstieg in die zweitklassige Regionalliga Süd. In die Abstiegsrunde waren die „Löwen“ mit Trainer Fritz Langner gestartet, der ab dem 13. November 1969 von Franz Binder abgelöst worden war.
In der Regionalliga war Kroth eine feste Größe im Team der Münchener, der Aufstieg gelang aber trotz regelmäßiger Platzierungen im oberen Tabellenbereich nicht. Im ersten Jahr 1970/71 erreichten die Blau-Weißen unter Trainer Hans Tilkowski den vierten Rang und Kroth war dabei in 33 Ligaspielen (2 Tore) aufgelaufen. In den drei letzten Jahren der alten zweitklassigen Regionalliga belegte 1860 jeweils den undankbaren 3. Rang; damit war der Einzug in die Bundesligaaufstiegsrunde jeweils gescheitert. So nahm er 1974 nach insgesamt 117 Regionalligaspielen (6 Tore) Abschied aus München und wechselte zum 1. FC Kaiserslautern und spielte somit wieder in der Bundesliga.
Unter Trainer Erich Ribbeck debütierte er am 11. September 1974 bei einer 1:3-Auswärtsniederlage bei Werder Bremen mit Lautern in der Bundesliga. Er bildete vor Torhüter Ronnie Hellström mit Werner Melzer, Dietmar Schwager und Peter Schwarz die Abwehr der „Roten Teufel“. Am Rundenende hatte der Verteidiger 27 Ligaspiele absolviert und sein neuer Verein belegte den 13. Rang. In seiner zweiten Runde beim 1. FCK ging es in der Tabelle nach oben, die Mannschaft erreichte mit den zwei Torjägern Klaus Toppmöller (22 Tore) und Roland Sandberg (17 Tore) den 7. Rang; Kroth war in allen 34 Ligaspielen (1 Tor) aufgelaufen. Der sportliche Höhepunkt stellte aber der DFB-Pokal dieses Jahres dar. Mit den Pfälzern erreichte er 1976 das DFB-Pokalfinale (0:2 gegen den Hamburger SV). Das Fehlen des überragenden Torschützen – wegen den Nachwirkungen eines schweren Autounfalles – Klaus Toppmöller wog sehr schwer und auch die Teilnahme der drei „Wackelkandidaten“ Seppl Pirrung, Hannes Riedel und Roland Sandberg war nur Dank intensiver Behandlung durch die medizinische Abteilung möglich gewesen.
Nach zwei Spielzeiten beim FCK unterschrieb Kroth einen Vertrag beim Zweitligisten Fortuna Köln. Mit den Kölnern verpasste er 1978 und 1979 den Aufstieg in die Bundesliga jeweils mit dem 4. Rang nur knapp. Von 1976 bis 1979 lief er für das Team von Präsident Jean Löring in 53 Zweitligaspielen (1 Tor) aufgelaufen. Das Engagement bei Fortuna Köln war seine letzte Profistation.
Die Saison 1979/80 verbrachte er beim VfB Gaggenau in der Amateuroberliga Baden-Württemberg und schloss sich dann ab der Saison 1980/81 dem Bezirksligisten FV Wiesental im Fußballkreis Bruchsal als Spielertrainer an. Kroth war über Jahre als Masseur beim Karlsruher SC beschäftigt.

## Statistik
| Liga               | Spiele (Tore) |
| ------------------ | ------------- |
| Bundesliga (I)     | 132 (2)       |
| 2. Bundesliga (II) | 053 (1)       |
| Regionalliga (II)  | 117 (6)       |
| Wettbewerb         |               |
| DFB-Pokal          | 015 (0)       |
| Messepokal         | 005 (0)       |

### Nationalmannschaft
Kroth debütierte als Nationalspieler, als er für die seinerzeit bestehende U23-Nationalmannschaft am 7. Mai 1969 in Graz 2:2 unentschieden gegen die Auswahl Österreichs spielte.

## Weblink
Hans-Günther Kroth in der Datenbank von weltfussball.de